# Synagelides palpaloides
Synagelides palpaloides är en spindelart som beskrevs av Peng X., Tso I., Li S. 2002. Synagelides palpaloides ingår i släktet Synagelides och familjen hoppspindlar. Inga underarter finns listade i Catalogue of Life.